# أباسرا هونغساكون
أباسرا هونغساكون (التايلاندية:อาภัสรา หงสกุล ؛ من مواليد عام 1947 في بانكوك، تايلاند) عارضة أزياء وحاملة لقب ملكة جمال تايلاندية، حصلت على لقب ملكة جمال الكون 1965. وهي ابنة قائد المجموعة بيرم وكايون هونغساكون، وكانت أول امرأة من تايلاند تفوز بلقب ملكة جمال الكون في التاريخ.

## نشأتها
ولدت أباسرا ونشأت في بانكوك ، لكنها أرسلت لتعلم اللغة الإنجليزية في مدرسة ثانوية للبنات في بينانغ ، ماليزيا. تزوجت من ابن عم الملكة سيريكيت، ولديها ولد. انتهى الزواج منذ فترة طويلة بالطلاق، لكنها لا تزال شخصية اجتماعية محترمة في البلاد. شقيقتها الصغرى، بافينا، هي شخصية سياسية بارزة وعضو سابق في البرلمان.
انخرط ابنها باساكورن من زواجها الثاني مع تشيراتيفات، الذي يشغل عام 2017 منصب رئيس مجلس إدارة بانكوك بوست بي إل سي، خطوبته رسميا على راسري بالينسياغا في 8 ديسمبر 2017 في حفل ترأسه الأميرة سوامساوالي.

## روابط خارجية
- Official site of Miss Thailand

| الجوائز و الإنجازات    | الجوائز و الإنجازات    | الجوائز و الإنجازات       |
| ---------------------- | ---------------------- | ------------------------- |
| سبقه كورينا تسوبي      | ملكة جمال الكون 1965   | تبعه مارغريتا أرفيدسون    |
| سبقه سوتشيلا سريسومبون | ملكة جمال تايلاند 1964 | تبعه تشيراناند سافيتاناند |